# Тай Коб
„Тай Коб“ (на английски: Cobb) е американски биографичен филм от 1994 г., с участието на Томи Лий Джоунс в ролята на бейзболния играч Тай Коб. Филмът е написан и режисиран от Рон Шелтън, и е базиран на книгата от 1994 г., написана от Ал Стъмп.